# Lista de bispos de Skálholt

## Bispos católicos
- Isleifo (1056–1080)[1]
- Gissuro (1082–1118)[1]
- Torlaco (1118–1133)[1]
- Magno (1133–1148)[1]
- Clengo (1048–1076)[1]
- 1178 – 1193: Þorlákur helgi Þórhallsson
- 1195 – 1211: Páll Jónsson
- 1216 – 1237: Magnús Gissurarson
- 1238 – 1268: Sigvarður Þéttmarsson (Norueguês)
- 1269 – 1298: Árni Þorláksson
- 1304 – 1320: Árni Helgason
- 1321 – 1321: Grímur Skútuson (Norueguês)
- 1322 – 1339: Jón Halldórsson (Norueguês)
- 1339 – 1341: Jón Indriðason (Norueguês)
- 1343 – 1348: Jón Sigurðsson
- 1350 – 1360: Gyrðir Ívarsson (Norueguês)
- 1362 – 1364: Þórarinn Sigurðsson (Norueguês)
- 1365 – 1381: Oddgeir Þorsteinsson (Norueguês)
- 1382 – 1391: Mikael (Dinamarquês)
- 1391 – 1405: Vilchin Hinriksson (Dinamarquês)
- 1406 – 1413: Jón (Norueguês)
- 1413 – 1426: Árni Ólafsson
- 1426 – 1433: Jón Gerreksson (Dinamarquês)
- 1435 – 1437: Jón Vilhjálmsson Craxton (Inglês)
- 1437 – 1447: Gozewijn Comhaer (Holandês)
- 1448 – 1462: Marcellus (Alemão)
- 1462 – 1465: Jón Stefánsson Krabbe (Dinamarquês)
- 1466 – 1475: Sveinn spaki Pétursson
- 1477 – 1490: Magnús Eyjólfsson
- 1491 – 1518: Stefán Jónsson
- 1521 – 1540: Ögmundur Pálsson

## Bispos protestantes
- 1540 – 1548: Gissur Einarsson
- 1549 – 1557: Marteinn Einarsson
- 1558 – 1587: Gísli Jónsson
- 1589 – 1630: Oddur Einarsson
- 1632 – 1638: Gísli Oddsson
- 1639 – 1674: Brynjólfur Sveinsson
- 1674 – 1697: Þórður Þorláksson
- 1698 – 1720: Jón Vídalín
- 1722 – 1743: Jón Árnason
- 1744 – 1745: Ludvig Harboe (Dinamarquês)
- 1747 – 1753: Ólafur Gíslason
- 1754 – 1785: Finnur Jónsson
- 1785 – 1796: Hannes Finnsson